# Президентские выборы в Финляндии (1925)
Президентские выборы в Финляндии в 1925 проходили в соответствии с Конституцией Финляндии, которая предусматривала выборы президента коллегией выборщиков, сформированной от представителей политических партий. Ввиду отказа президента Финляндии К. Стольберга баллотироваться на второй срок за пост президента развернулась острая борьба, главными соперниками в ней были Л. К. Реландер, Р. Рюти и Хуго Суолахти. Выборы проводились в три тура и прошли 15 и 16 января 1925. В третьем туре победу одержал Л. К. Реландер.

## Результаты выборов

### Выборы коллегии выборщиков
| Явка избирателей                                  | 39,7 %                     | 39,7 %             | 39,7 %                               |
| Партия                                            | Число выборщиков от партии | Количество голосов | Количество голосов                   |
| Партия                                            | Число выборщиков от партии | Абсолютное         | В процентах от числа проголосовавших |
| Социал-демократическая партия Финляндии           | 79                         | 165 091            | 26,55 %                              |
| Национальная коалиция                             | 68                         | 141 240            | 22,71 %                              |
| Аграрная лига                                     | 69                         | 123 932            | 19,93 %                              |
| Шведская народная партия                          | 35                         | 78 422             | 12,61 %                              |
| Национальная Прогрессивная партия                 | 33                         | 71 199             | 11,45 %                              |
| Социалистическая партия рабочих и мелких фермеров | 16                         | 41 213             | 6,63 %                               |
| Другие                                            |                            | 822                | 0,13 %                               |
| Итого                                             | 300                        | 621 919            | 100 %                                |
| Источник: Официальная статистика Финляндии        |                            |                    |                                      |

### Выборы президента
| Кандидат                                   | Партия                                            | 1 тур | 2 тур | 3 тур |
| ------------------------------------------ | ------------------------------------------------- | ----- | ----- | ----- |
| Л. К. Реландер                             | Аграрная лига                                     | 69    | 97    | 172   |
| Р.Рюти                                     | Национальная Прогрессивная партия                 | 33    | 104   | 109   |
| Хуго Суолахти                              | Национальная коалиция (партия)                    | 68    | 80    | -     |
| Матти Вяйсянен                             | Социалистическая партия рабочих и мелких фермеров | 16    | 16    | -     |
| В.Таннер                                   | Социал-демократическая партия Финляндии           | 79    | 2     | -     |
| Карл Сёдерхольм                            | Шведская народная партия                          | 35    | -     | -     |
| Источник: Управление Президента Республики |                                                   |       |       |       |